# الحرب الأوغندية التنزانية
الحرب الأوغندية التنزانية، وتُعرف بحرب كاغيرا في تنزانيا وبحرب التحرير عام 1979 في أوغندا، هي حرب خاضتها أوغندا وتنزانيا منذ شهر أكتوبر عام 1978 حتى شهر يونيو عام 1979، وأدت إلى خلع الرئيس الأوغندي عيدي أمين. تدهورت العلاقات بين أوغندا وتنزانيا قبل الحرب عقب انقلاب عيدي أمين وخلع الرئيس ميلتون أوبوتي واستحواذ أمين على السلطة عام 1971. كان لرئيس تنزانيا، جوليوس نيريري، علاقات طيبة مع أبوتوي ودعم إحدى محاولات أوبوتي الساعية لإعلان تمرد في أوغندا عام 1972، ما أدى إلى نزاعٍ حدودي وتوقيع اتفاقية في نهاية المطاف اشترط فيها أمين سحب القوات التنزانية والأوغندية من الحدود الفاصلة بين البلدين. على الرغم من ذلك، ظلّت العلاقات بين الرئيسين متوترة، وبدأ أمين يطالب بنتوء كاغيرا –وهو قطعة من الأرض التنزانية بين الحدود الرسمية ونهر كاغيرا، وطلب بوضعها تحت تصرّف أوغندا. على مر السنوات اللاحقة، شهد نظام أمين اضطرابات وعدم استقرار جراء اندلاع عمليات العنف التطهيرية والمشاكل الاقتصادية واستياء الجيش الأوغندي.
الظروف التي أدت إلى نشوء الحرب غير واضحة، وتختلف الكثير من الشهادات عن الوقائع الحقيقية. في شهر أكتوبر من عام 1978، بدأت القوات الأوغندية التوغل داخل تنزانيا. في وقت لاحق من شهر أكتوبر، أطلق الجيش الأوغندي عملية غزو، وسرق الممتلكات وقتل المدنيين. أعلنت وسائل الإعلام الرسمية الأوغندية إلحاق نتوء كاغيرا. في الثاني من شهر نوفمبر، أعلن نيريري الحرب على أوغندا وأعطى الأوامر بتحرّك قوات الدفاع الشعبية التنزانية لاستعادة قطعة الأرض تلك. فشلت منظمة الوحدة الأفريقية في التوسط لإيجاد حلّ دبلوماسي، وأعلنت قوات الدفاع الشعبية التنزانية عن هجوم مضاد، فأعادت تأمين محيط نهر كاغيرا بحلول شهر يناير من عام 1979 واحتلت بلدة موتوكولا على الحدود الأوغندية. أمر نيريري بتحريك المتمردين الأوغنديين الموالين لأوبوتي ويوري موسفني سعيًا لإنهاك نظام أمين. لم ينوِ نيريري في البداية توسيع رقعة الحرب خارج الحدود التنزانية التي يدافع عنها. فشل أمين في التخلي عن مطالبه المتعلقة بنهر كاغيرا، وفشلت منظمة الوحدة الأفريقية في إدانة الغزو الأوغندي، لذا قرر نيريري احتلال بلدات ماساكا ومبارارا في جنوب أوغندي بواسطة الجيش التنزاني أملًا بأن تحرّض هذه الخطوة الانتفاضة الشعبية المناوئة لأمين، ما سيؤدي إلى خلعه. أطلق القسم عشرون في قوات الدفاع الشعبية التنزانية عملية هجومية في شهر فبراير واحتلّ البلدات، لكن لم تحدث أي انتفاضة ضد أمين.
بينما أفسحت قوات الدفاع الشعبية الأوغندية المجال أمامها كي تحتل كامبالا، العاصمة الأوغندية، أرسل الزعيم الليبي معمر القذافي، وهو حليف أمين، عدة آلاف من الجنود إلى أوغندا لمساعدة الجيش الأوغندي. أرسلت منظمة التحرير الفلسطينية أيضًا عددًا من قوات الغاريلا (العصابات) لمساعدة أمين. في شهر مارس، وقعت المعركة الكبرى عندما هزم التنزانيون والمتمردون الأوغنديون القوات الأوغندية والليبية والفلسطينية في لوكايا. دفعت خسارة لوكايا بالجيش الأوغندي إلى الانهيار كليًا. ارتأى نيريري أن التدخل الليبي في لوكايا حرمه من الاعتماد على المتمردين الأوغنديين لاحتلال العاصمة كامبالا لوحدهم، وشعر بضرورة منح هؤلاء الوقت الكافي لينظموا حكومتهم التي ستخلف أمين. رعى نيريري مؤتمرًا للمتمردين الأوغنديين في المهجر في موشي في وقت لاحق من ذاك الشهر، ما أدى إلى توحيد مجموعات المتمردين ضمن جبه التحرير الوطنية الأوغندية. عقب الإعلان عن المؤتمر، أطلق القذافي على الفور، وبشكل رسمي، تهديدًا بالتدخل العسكري في الصراع إلى جانب أمين، لكن نيريري قرر استكمال الحرب. في أوائل شهر أبريل، سيطرت قوات الدفاع الشعبية التنزانية على مطار في عنتيبي، وألحقت خسائر فادحة بالقوات الليبية ودمرت القوات الجوية للجيش الأوغندي. أنهت ليبيا تدخلها في الحرب وهرب جنودها من البلاد. في العاشر من شهر أبريل، هاجم مزيج من قوات الدفاع الشعبية التنزانية وجبهة التحرير الوطنية الأوغندية العاصمة كامبالا، واستطاعوا الدخول إليها وتأمين محيطها في اليوم التالي. هرب عيدي أمين إلى المنفى بينما تأسست حكومة جبهة التحرير الوطنية الأوغندية. في الأشهر اللاحقة، احتلت قوات الدفاع الشعبية التنزانية دولة أوغندا، ولم تلقَ سوى مقاومة متفرقة من طرف ما تبقى من الجيش الأوغندي، والذي نهب أفراده المدنيين وقتلوهم أثناء هروبهم من البلد، وانسحبوا خصوصًا نحو زائير (جمهورية الكونغو الديموقراطية حاليًا) والسودان. أمّنت قوات الدفاع الشعبية التنزانية الحدود الفاصلة بين أوغندا والسودان في شهر يونيو، فكانت تلك نهاية الحرب.
لم يحصل في تاريخ أفريقيا ما بعد الاستعمار أن يُخلع رئيس دولة ذات سيادة من طرف جيش أجنبي، وأثار قرار نيريري بغزو أوغندا جدالًا داخل منظمة الوحدة الأفريقية. ألحقت الحرب ضررًا شديدًا بالاقتصاد التنزاني الهش، وألحقت ضررًا طويل الأمد بكاغيرا. ظل الخلاف الحدودي بين أوغندا وتنزانيا قائمًا، ولو أقل حدة، حتى حُلّ أخيرًا عام 2001. جلبت الحرب لأوغندا عواقب اقتصادية شديدة، وموجة من الجريمة والعنف السياسي تزامنًا مع صراع حكومة جبهة التحرير الوطنية الأوغندية من أجل الحفاظ على النظام. أدت الخلافات السياسية واستمرار تواجد بقايا الجيش الأوغندي على المناطق الحدودية إلى اندلاع حرب الأجمات الأوغندية.

## خلفية تاريخية

### تدهور العلاقات الأوغندية التنزانية
في عام 1971، أعلن الكولونيل أمين عيدي عن انقلاب عسكري للإطاحة برئيس أوغندا، ميلتون أوبوتي، فكان الانقلاب عاملًا رئيسًا في تدهور العلاقات مع الجارة تنزانيا. كان للرئيس التنزاني جوليوس نيريري علاقات طيبة مع أوبوتي ودعم توجهاته الاشتراكية. نصّب أمين نفسه رئيسًا على أوغندا وحكم البلاد بنظام دكتاتوري قمعي. علّق نيريري الاعتراف الدبلوماسي بالحكومة الجديدة وعرض اللجوء على أوبوتي ومناصريه. أطلق أمين عملية تطهير كبرى لإقصاء أعدائه في أوغندا، ما أدى إلى مقتل ما بين 30 ألف إلى 50 ألف أوغندي، فالتحق أوبوتي بعد فترة قصيرة بآلاف الشخصيات المنشقة والمعارضة. نظّم هؤلاء الأوغنديون في المنفى، بعد حصولهم على موافقة نيريري، جيشًا صغيرًا من الغاريلا أو محاربي العصابات، وحاولوا غزو أوغندا وإزالة أمين من السلطة عام 1972 لكنهم لم ينجحوا. ألقى أمين اللوم على نيريري في دعم وتسليح الجماعات المعارضة، فانتقم أمين عن طريق قصف البلدات الحدودية التنزانية. وافق نيريري على وساطة أشرف عليها رئيس الصومال محمد سياد بري، خاصة أن القادة العسكريين في حكومة نيريري ترجوه ألا يرد على أمين بالعنف، فأدت الوساطة إلى توقيع اتفاقية مقاديشو، والتي اشتُرط فيها انسحاب القوات الأوغندية والتنزانية إلى مواقعها على بعد 10 كيلومترات على الأقل من الحدود، والامتناع عن دعم القوات المعارضة المناوءة لكلتا الحكومتين، الأوغندية والتنزانية.
على الرغم من ذلك، استمرت العلاقات المتوترة بين الرئيسين، فأنكر نيريري مرارًا شرعية نظام أمين، وهدد أمين عدة مرات بغزو تنزانيا. خلال الفترة ذاتها، ساءت العلاقات بين تنزانيا وكينيا، وانهارت بالتالي مجموعة شرق أفريقيا حينها. نشأ نزاع بين أوغندا وتنزانيا حول الحدود، فطالبت أوغندا بنتوء كاغيرا –وهو قطعة من الأرض مساحتها نحو 1865 كيلومتر مربع (720 ميل مربع) تقع بين الحدود الرسمية ونهر كاغيرا الواقع على بعد 29 كيلومترا إلى الجنوب، وطالب بوضع تلك المنطقة ضمن صلاحيات حكومته، مدعيًا أن النهر موجود لصنع حدود أكثر منطقية. خاض البريطانيون والألمان مفاوضات حول الحدود قبل اندلاع الحرب العالمية الأولى.